# Umar Sadiq
Umar Sadiq Mesbah (Kaduna, 2 februari 1997) is een Nigeriaans voetballer die bij voorkeur als aanvaller speelt. Hij staat onder contract bij Real Sociedad.

## Clubcarrière
Spezia Calcio haalde Sadiq in 2013 weg bij Abuja FC. Gedurende het seizoen 2015/16 werd hij verhuurd aan AS Roma, waar hij meespeelde in de UEFA Youth League. Op 21 november 2015 debuteerde Sadiq in de Serie A in het uitduel tegen Bologna als invaller voor Juan Iturbe. Op de Olympische Zomerspelen 2016 in Rio de Janeiro won Sadiq met Nigeria een bronzen medaille. Sadiq had daarin een belangrijk aandeel door vier keer te scoren. Roma nam hem over en verhuurde hem in het seizoen 2016/17 aan Bologna, en aansluitend aan Torino. 
NAC Breda huurde Sadiq tijdens de winterstop 2017-18 voor een half jaar. Op 7 februari 2018 maakte hij zijn debuut voor NAC thuis tegen Heracles Almelo; hij scoorde de 6-1, wat ook de einduitslag was. Op 3 maart stond hij tegen landskampioen Feyenoord voor het eerst in de basis vanwege een blessure van Te Vrede. Hij maakte als centrumspits indruk met zijn snelle rushes en scoorde uit een penalty. In drie maanden maakte hij voor NAC vijf goals en gaf hij drie assists. Per januari 2019 werd hij uitgeleend aan Perugia.   In het seizoen 2019-2020 was hij verhuurd  aan het Servische FK Partizan. Partizan nam hem begin 2020 over en een half jaar later werd hij verkocht aan UD Almería.

## Statistieken
| Seizoen | Club             | Land      | Competitie | Duels | Goals |
| ------- | ---------------- | --------- | ---------- | ----- | ----- |
| 2014/15 | Spezia Primavera | Italië    |            | 0     | 0     |
| 2015/16 | → AS Roma        | Italië    | Serie A    | 6     | 2     |
| 2016/17 | AS Roma          | Italië    | Serie A    | 0     | 0     |
| 2016/17 | → Bologna FC     | Italië    | Serie A    | 7     | 0     |
| 2017/18 | → Torino FC      | Italië    | Serie A    | 3     | 0     |
| 2017/18 | → NAC Breda      | Nederland | Eredivisie | 12    | 5     |
| Totaal  | Totaal           | Totaal    | Totaal     | '     | '     |